# Uri Gurvich
Uri Gurvich je izraelský jazzový saxofonista. Hudbě se věnuje již od dětství; na saxofon začal hrát ve svých deseti letech a studoval na hudební škole. V Izraeli rovněž hrál s telavivským jazzovým orchestrem a roku 2003 odjel do Bostonu ve Spojených státech amerických, kde zahájil studium na Berklee College of Music. Později se usadil v New Yorku, kde spolupracoval s řadou různých hudebníků. Roku 2009 vydal své první album nazvané The Storyteller a o čtyři roky následovalo druhé, BabEl. Během své kariéry spolupracoval s mnoha hudebníky, mezi které patří například kytarista Ori Dakar nebo bubeník Francisco Mela.

## Diskografie
- The Storyteller (Tzadik, 2009)
- BabEl (Tzadik, 2013)